# بلمية
البلمية أو برية أو الأنشوفة أو الأنشوجة (الاسم العلمي: Engraulididae) هي فصيلة من الأسماك تتبع رتبة الصابوغيات من طائفة شعاعيات الزعانف. وهي سمك صغير يعيش في المياه المالحة ويتواجد بشكل أسراب. يوجد حوالي 140 نوعاً مصنفة ضمن 16 جنساً. تتواجد في المحيط الأطلسي والمحيط الهادي والمحيط الهندي وعادة ما تصنف بأنها من الأسماك الزيتية.

## التصنيف
- البلماوات
  - البلم
  - الأنشوفة
- الكويلاوات
  - الكويلة
  - الشيغْ